# اچ‌ام‌اس فینکس (۱۷۸۳)
اچ‌ام‌اس فینکس (۱۷۸۳) (به انگلیسی: HMS Phoenix (1783)) یک کشتی بود. این کشتی در سال ۱۷۸۳ ساخته شد.